# Isabelle Nélisse
Pour les articles homonymes, voir Nélisse.
 (février 2017).
Isabelle Nélisse, née le 3 décembre 2003 est une actrice québécoise, sœur de Sophie Nélisse.

## Filmographie

### Cinéma
- 2013 : Mama d'Andrés Muschietti : Lilly
- 2013 : Whitewash de Emanuel Hoss-Desmarais : Une enfant
- 2014 : Mommy de Xavier Dolan : la fille de Kyla
- 2017 : Et au pire, on se mariera de Léa Pool : Aïcha (enfant)
- 2017 : Ça d'Andrés Muschietti : la fille dans la salle de bain
- 2018 : The Tale de Jennifer Fox : Jenny, à 13 ans
- 2018 : Dérive de David Uloth : Mélanie

### Télévision
- 2011-2016 : Mirador (série télévisée) : Chloé Malenfant-Légaré, fille de Daniel
- 2012- : O' (série télévisée) : Juliette
- 2014 : The Strain (série télévisée) : Emma Arnot

## Récompenses
- Prix de jeune actrice aux Young Artist Awards pour sa performance dans Mama.